# 2879 Сімідзу
2879 Сімідзу (2879 Shimizu) — астероїд головного поясу, відкритий 14 лютого 1932 року.
Тіссеранів параметр щодо Юпітера — 3,298.
Названо на честь Сімідзу (яп. しみず(清水) сімідзу).